# Walt Disney World Swan
Walt Disney World Swan is een hotel op het Walt Disney World terrein, maar is geen eigendom van de Walt Disney World Corporation. Het hotel is eigendom van de Tishman Hotel Corporation.

## Eetgelegenheden
- Java Bar - Snacks en koffie.
- Splash Terrace - Traditionele lunch.
- Garden Grove - Dineren met Disney characters.
- Il Mulino New York Trattoria - Traditionele Italiaanse keuken.
- Kimonos - Traditionele Japanse keuken.

## Photos

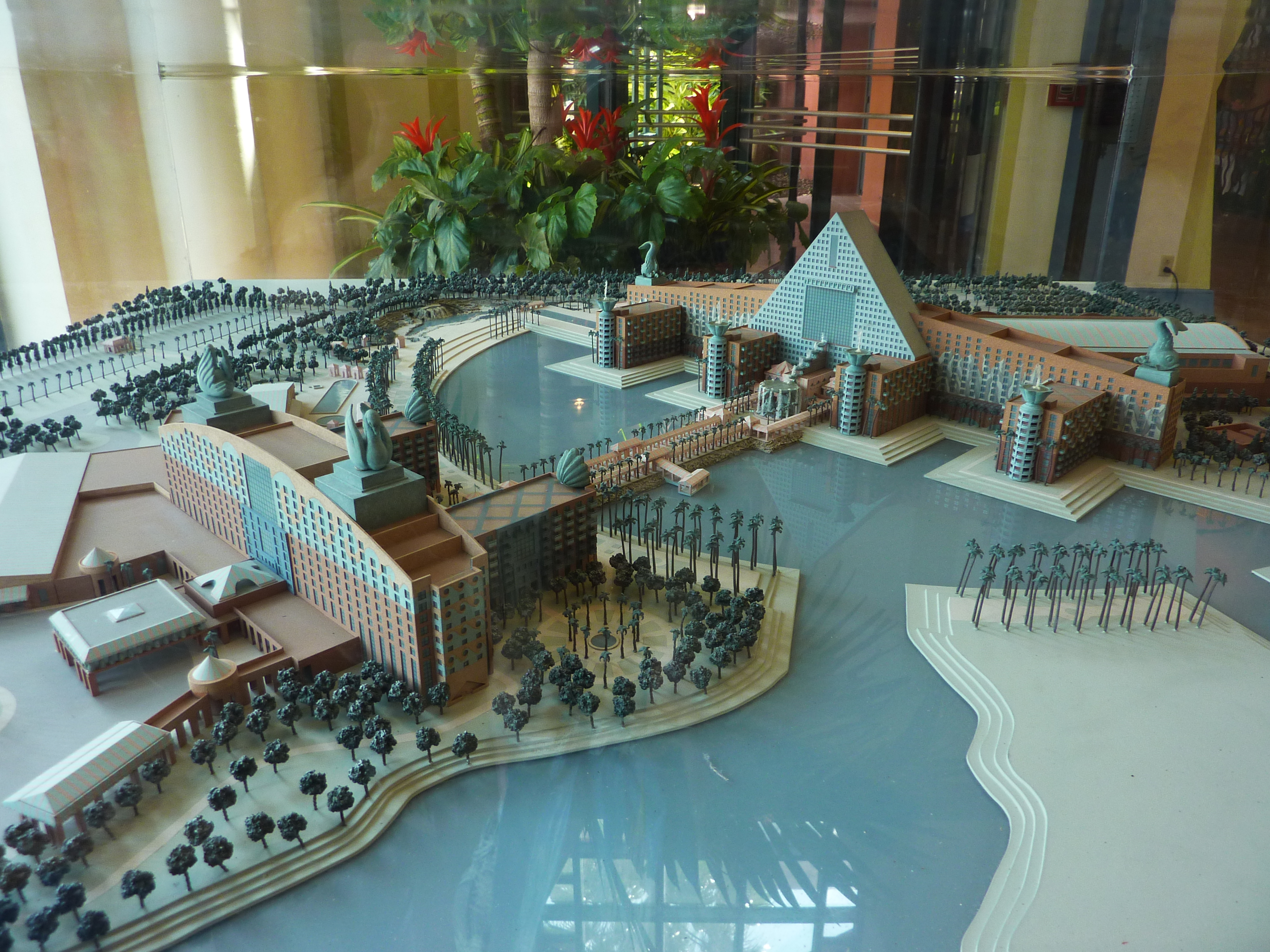
Swan & Dolphin Complex
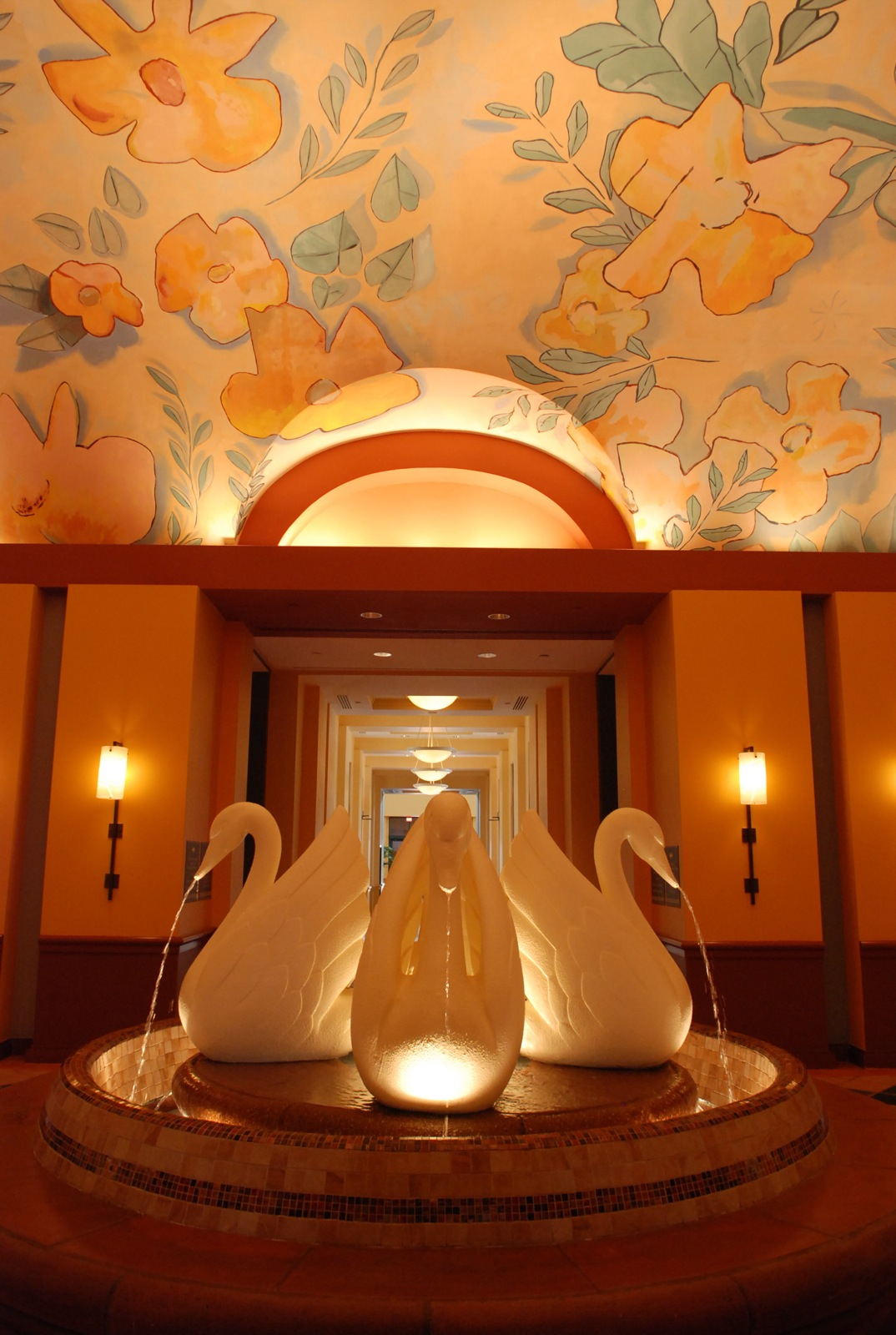
Fontein
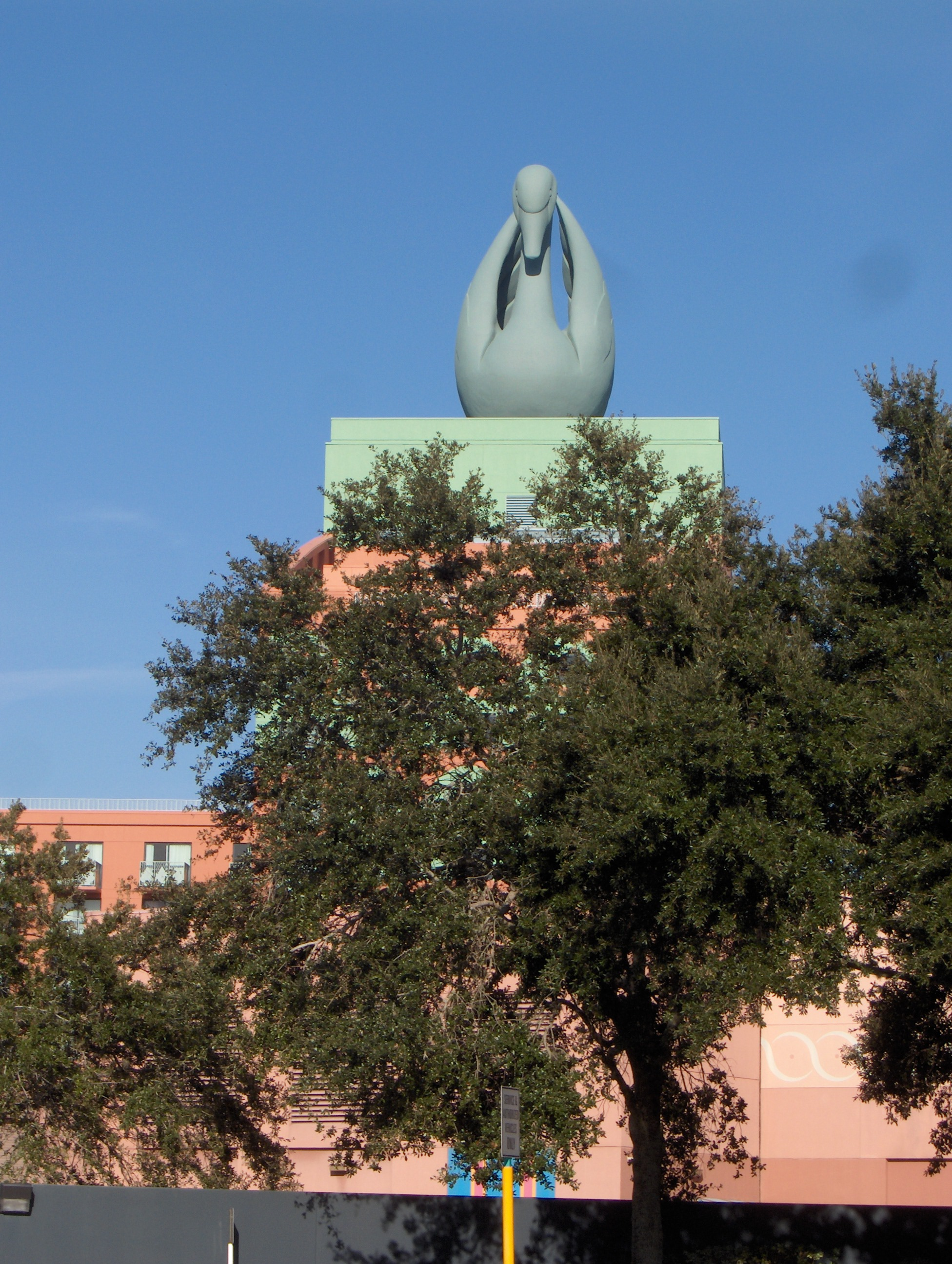
Swan hotel